# Trail trčanje
Trail trčanje je kao disciplina atletike prvi put prepoznata od IAAF-a 2015.

## Povijest

### U Hrvatskoj
Prvom trail utrkom u Hrvatskoj (iako je nekoliko izdanja imao status utrke državnog prvenstva u planinskom trčanju) smatra se Sljemenski maraton koji je prvo izdanje imao 2000.
U Hrvatskoj su mnoge utrke koje su počele kao trekking utrke postale trail utrke; Mosor Grebbening (koji se smatra korijenom trekkinga u Hrvatskoj prvo izdanje imao je 1993. i počeo kao Mosorski planinarski maraton), Učka Trail (prije Učka Trek; prvo izdanje imala je 2003. i 2013. promijenila je format u trail utrku), Velebit 100 milja (prije Velebitski trekking; prvo izdanje imala je 2003. i 2013. promijenila format u trail utrku; utrka je dva mjeseca starija od UTMB-a i četiri mjeseca starija od Učka Trail-a). Velebit 100 milja je moguće prva svjetska 100-majlerica; u ranima danima športa i loše organizacije postoje sumnje da je ruta krivo izmjerena. 100 milja Istre smatra se prvom hrvatskom ultra trail utrkom i prvom hrvatskom utrkom na 100 milja.
Prvo državno prvenstvo u trailu održano je krajem rujna 2017. u Rapcu na utrci Valamar Trail. Staza je bila duga 52km.
Prvo državno prvenstvo u "dugom" trailu održano je krajem travnja 2023. u Novom Marofu. Staza je bila duga 86km. Na utrci Valamar Trail 2017. uz utrku na 52km (staza je imala naziv "advanced trail" staza) koja je bila utrka državnog prvenstva u trail-u, održavala se i utrka na još duljoj stazi, duljine 72km i naziva "ultra trail" staza.

## Organizacije

### ITRA
International Trail Running Association. ITRA je nadgledala bodovanje za kvalifikacije za UTMB Mont-Blanc (ITRA bodovi). Od 2022. nadgledanje bodova i kvalifikacije je preuzeo UTMB (UTMB performance Index). Od kraja 2018. član je IAAF-a.

### WMRA
World Mountain Running Association. Organizira svjetsko prvenstvo u planinskom i trail trčanju. Od kraja 2018. član je IAAF-a.

### UTWT SA
Ultra-Trail World Tour osnovan je 2013. Prva sezona UTWT-a bila je 2014., imala je 8 utrka i nosila je naziv Ultra-Trail Series. Seriju su uglavnom činile već etablirane trail utrke, neke sa do tada više od deset izdanja. Utrke su uglavnom bile nezavisne i bile u partnerskom odnosu sa UTWT. Zadnja sezona UTWT-a bila je 2021. Zamijenio ga je UTMB World Series koji je prvu sezonu imao 2022. Utrke UTWT-a imale su kvalifikacijski status za UTMB Mont-Blanc.

### UTMB Group
UTMB Group je multinacionalna kompanija, najutjecajnija kompanija u trail trčanju i organizator najprestižnije trail utrke na svijetu UTMB Mont-Blanc. Osnivači UTMB-a su bili među tvorcima UTWT-a. Internacionalizacijom UTMB brenda licenciranjem brenda drugima utrkama sa UTMB International i pokretanjem brenda "by UTMB" započeli su 2016. 2019. menadžment UTMB-a preuzeo je kontrolu nad UTWT SA. Sve postojeće ili potpuno nove "by UTMB" utrke dobile su automatski status UTWT utrke, počevši od kalendara za 2020.
Pri pokretanju UTMB World Series koji je prvu sezonu imao 2022., UTMB Group se 2021. udružio se sa Ironman Group (koji je postao manjinski dioničar), koji je najveći organizator masovnih sportskih događanja u svijetu i glavna kompanija u dugom triatlonu, u najrecentnijem pokušaju profesionalizacije trail trčanja. Ironman je još 2018. kupio trail utrku Ultra Trail Australia - drugu najveću trail utrku u svijetu i 2019. je kupio Tarawera Ultru - najveću trail utrku na Novom Zelandu. UTMB se udružio, a neke je kupio na zimu 2021./22., sa već etabliranim trail utrkama u svijetu pri stvaranju UTMB svjetskog prvenstva, ali i na godišnjoj razini stvara potpuno nove utrke koje su u njihovom vlasništvu. Utrke koje su bile u UTWT kalendaru njegove zadnje sezone, postale su dijelom UTMB kalendara.
Radi se o privatnom događaju, odnosno privatnom natjecanju, koje je osmislila i organizira privatna kompanija koja nema službenu federacijsku vrijednost i na kojem niti jedna reprezentacija neće nastupiti.

### Spartan
Spartan Trail utrke je pokrenula kompanija Spartan, najveći svjetski brend izdržljivosti i vodeća svjetska kompanija u kategoriji extreme wellnessa, koja organizira OCR utrke Spartan.
Spartan je 2017. pokušao kupiti UTMB Mont-Blanc, najprestižniju svjetsku trail utrku. Prva Spartan Trail utrka održana je u listopadu 2018. Spartan Trail serija (event series) prvu sezonu imala je 2019. godine. Utrke su bile u SAD-u i jedna u Kanadi. Prva sezona koja je imala utrke izvan Sjeverne Amerike bila je 2020.
Prva sezona Spartan Trail svjetskog prvenstva trebala je biti 2020., ali je otkazana zbog Covid-19 pandemije, nakon što je samo 1 od planiranih 6 utrka održana. Tako je prva sezona Spartan Trail svjetskog prvenstva bila 2021.
Prateći korporativni trend koji je 2016. pokrenuo multinacionalni UTMB sa pokretanjem brenda "by UTMB" i internacionalizacijom UTMB brenda licenciranjem brenda drugima inozemnim utrkama sa UTMB International, 
i kupovinom/preuzimanjem UTWT-a, Spartan se udružio sa već etabliranim trail utrkama u svijetu pri stvaranju Spartan Trail svjetskog prvenstva. Neke Spartan Trail utrke su potpuno nove, kao npr. utrka u Dubrovniku kojoj je to ujedno i prvo izdanje ikad i one su uglavnom samostalne utrke, odnosno ne boduju se za svjetsko prvenstvo
Utrke Spartan Traila dijele se u dvije kategorije: ULTRA (utrke duljine 50k i više) i TRAIL (utrke duljine do 49k).
Radi se o privatnom događaju, odnosno privatnom natjecanju, koje je osmislila i organizira privatna kompanija koja nema službenu federacijsku vrijednost i na kojem niti jedna reprezentacija neće nastupiti.

### XTERRA
XTERRA Trail Run utrke pokrenula je tvrtka XTERRA u čijem je vlasništvu najprestižnije svjetsko natjecanje u kros triatlonu.
Pokrenula je XTERRA Trail Run World Series 2023. godine, iako je trail utrke održavala i ranije. Utrke XTERRA Trail Run serije dijele se u dvije kategorije: maraton (35+ km) i polumaraton (15-34km). XTERRA svjetsko prvenstvo u trail trčanju (XTERRA Trail Running World Championship) održava se od 2008.
Radi se o privatnom događaju, odnosno privatnom natjecanju, koje je osmislila i organizira privatna kompanija koja nema službenu federacijsku vrijednost i na kojem niti jedna reprezentacija neće nastupiti.

### Adidas
Organizira  Adidas Infinite Trails World Championship.
Radi se o privatnom događaju, odnosno privatnom natjecanju, koje je osmislila i organizira privatna kompanija koja nema službenu federacijsku vrijednost i na kojem niti jedna reprezentacija neće nastupiti.

### Salomon SAS
Organizira Golden Trail Series, koji okuplja šest elitnih utrka u Europi, Africi i Sjevernoj Americi (Zegama – Španjolska, Marathon du Mont Blanc – Francuska, Sierre Zinal – Švicarska, Ring of Steall – UK, Pikes Peak – SAD, Otter trail – JAR), od ??.

### Europe Trail Cup
Pokrenut je kao Alpe Adria Trail Cup 2020. godine. Započeo je sa tri slovenske utrke u prvoj i drugoj sezoni. Sezone 2022. pridružile su se Hrvatska, Austrija, BiH i Italija. AATC ima dvije kategorije utrka: Ultra (80 do 170 km⁣⁣) i Trail (20 do 75 km). Pred sezonu 2024. preimenovali su se u Europe Trail Cup.

## Vanjske poveznice
- Europe Trail Cup
- Alpe Adria Trek & Trail
  - [neaktivna poveznica]
- AllTrails - baza trail ruta, stvaranje vlastitih ruta i dijeljenje ruta
- Strava - baza trail ruta, stvaranje vlastitih ruta i dijeljenje ruta